# 沃塔加 (伊利諾伊州)
沃塔加（英語：Wataga）是位於美國伊利諾伊州諾克斯縣的一個村落。

## 地理
沃塔加的座標為41°01′35″N 90°16′37″W / 41.02639°N 90.27694°W，而該地最高點為海拔高度253米（即830英尺）。

## 人口
根據2010年美國人口普查的數據，沃塔加的面積為2.15平方千米，當中陸地面積為2.15平方千米，而水域面積為0.00平方千米。當地共有人口843人，而人口密度為每平方千米392人。